# Jan Dismas Zelenka
Jan Dismas Zelenka (ngày 16 tháng 10 năm 1679 - ngày 23 tháng 12 năm 1745) hay Johann Dismas Zelenka là nhà soạn nhạc ba rốc người cộng hòa Séc quan trọng nhất. Ông được ngưỡng mộ về đối âm hài hòa, sáng tạo.

## Cuộc sống
Zelenka sinh ra ở Launiowitz, một thị trấn nhỏ phía đông nam của Prague, ở Bohemia. Ông là con cả trong số tám người con của Marie Magdalena (nhũ danh Hajek) và Jiří Zelenka. Không được biết đến nhiều về những năm đầu của Zelenka. Ông được đào tạo âm nhạc tại trường Clementinum ở Prague. Zelenka phục vụ Baron von Hartig ở Prague, trước khi được bổ nhiệm làm nghệ sĩ violon ở dàn nhạc hoàng gia Dresden khoảng năm 1710.
Năm 1716 ông đến Vienna học, năm 1719 ông trở lại Dresden. Năm 1723 ông trở lại Praha và ra mắt một trong những tác phẩm thế tục của ông là Sub olea pacis et palma virtutis conspicua orbi regia Bohemiae Corona, cũng trong thời gian ở tại đây ông tập trung vào các tác phẩm khí nhạc. Ông qua đời vào ngày 23 tháng 12 năm 1745 và được chôn cất vào đêm Giáng sinh.

## Phong cách âm nhạc
Các tác phẩm của ông có cấu trúc táo bạo và sự đối âm hài hòa; tác phẩm khí nhạc của ông (trio sonata, capricci, và concerto) là mô hình mẫu mực của phong cách ban đầu của ông (thập niên 1710). Sáu bản trio sonata yêu cầu sự điêu luyện cao và độ nhạy biểu cảm từ người biểu diễn như ông đã tự mình chơi các tác phẩm này.
Ông viết nhiều hình thức, thể loại được xuất phát từ nhiều nơi trên khắp châu Âu thời kỳ đó. Ông cũng chịu ảnh hưởng từ âm nhạc dân gian cộng hòa Séc.

## Tác phẩm
Có 249 tác phẩm của ông được biết đến bao gồm nhạc tôn giáo và thế tục.

### Thế tục
Tác phẩm thanh-khí nhạc
- Sub olea pacis et palma virtutis (conspicua orbi regia Bohemiae Corona – Melodrama de Sancto Wenceslao)
- Il Diamante

Tác phẩm khí nhạc
- Trio or Quartet Sonatas Nos. 1–6
- Capriccios Nos. 1–5
- Concerto à 8 Concertanti
- Hipocondrie à 7 Concertanti
- Overture à 7 Concertanti
- Simphonie à 8 Concertanti

### Tôn giáo
Masses và requiems
- Missa Sancti Spiritus
- Missa Sancti Josephi
- Missa Purificationis Beatae Virginis Mariae
- Missa Sanctissimae Trinitatis
- Missa Votiva
- Missa Dei Patris
- Missa Dei Filii
- Missa Omnium Sanctorum
- Requiem in C Minor
- Requiem in D Minor

Oratorios
- Il Serpente di Bronzo
- Gesù al Calvario
- I penitenti al sepolchro del Redentore

Litanies
- Litaniae de Venerabili Sacramento
- Litaniae Lauretanae
- Litaniae Lauretanae "Consolatrix afflictorum"
- Litaniae Lauretanae "Salus infirmorum"
- Litaniae Omnium Sanctorum
- Litaniae Xaverianae

Psalms và hymn
- Dixit Dominus
- Confitebor tibi Domine
- In exitu Israel
- Lauda Jerusalem
- Laudate pueri
- Ave maris stella in D Minor
- Chvalte Boha silného
- Ave Regina coelorum
- Regina coeli
- Salve Regina
- De Profundus (Psalm 130)

Tác phẩm liturgical và spiritual khác
- Te Deum in D Major (2 settings)
- Magnificat in C Major and D Major
- Miserere in D Minor and C minor
- Lamentationes Ieremiae Prophetae
- XXVII Responsoria pro hebdomada

## Liên kế ngoài
- J. D. Zelenka Six sonatas for 2 oboes, bassoon & continuo, ZWV 181
- Jan Dismas Zelenka Sonatas for 2 Oboes, Bassoon and B.C. 1/2
- Jan Dismas Zelenka Sonatas for 2 Oboes, Bassoon and B.C. 2/2
- Tư liệu liên quan tới Jan Dismas Zelenka tại Wikimedia Commons
- The "Discover Zelenka" website, which includes a database of works and recordings. (It is even possible to get an up-to-date list of unrecorded works).
- The Zelenka Forum
- Jan Dismas Zelenka Detailed Biography of classical.net
- Wolfgang Reich's catalog of Zelenka's works
- Janice Stockigt: Jan Dismas Zelenka: A Bohemian Musician at the Court of Dresden
- Jan Dismas Zelenka (www.bach-cantatas.com)
- Discography
- Music on Net
- Bản nhạc miễn phí bởi Jan Dismas Zelenka tại Dự án Thư viện Bản nhạc Quốc tế (IMSLP)
- Free scores by Jan Dismas Zelenka trong Choral Public Domain Library (ChoralWiki)